# Рентабельность материального капитала
Рентабельность материального капитала (англ. return on tangible equity, ROTE), или рентабельность материального капитала держателей обыкновенных акций (англ. return on average tangible common shareholders' equity, ROTCE) — показатель, применяемый преимущественно для оценки результатов деятельности финансовых институтов, таких как банки и страховые компании. 

## Расчет
ROTE рассчитывается как отношение чистой прибыли (или годовой чистой прибыли при расчете годового значения ROTE), относимой на счет держателей обыкновенных акций, на среднемесячную стоимость материального капитала держателей (собственников) обыкновенных акций. 
ROTE = Чистая прибыль, относимая на счет держателей обыкновенных акций/Среднемесячная стоимость материального капитала держателей обыкновенных акций,
где материальный капитал держателей обыкновенных акций (англ. tangible common equity) рассчитывается как:
Материальный капитал держателей обыкновенных акций = Акционерный (собственный) капитал — Поддающиеся учёту нематериальные активы — Гудвилл — Привилегированные акции